# Louis Lortie

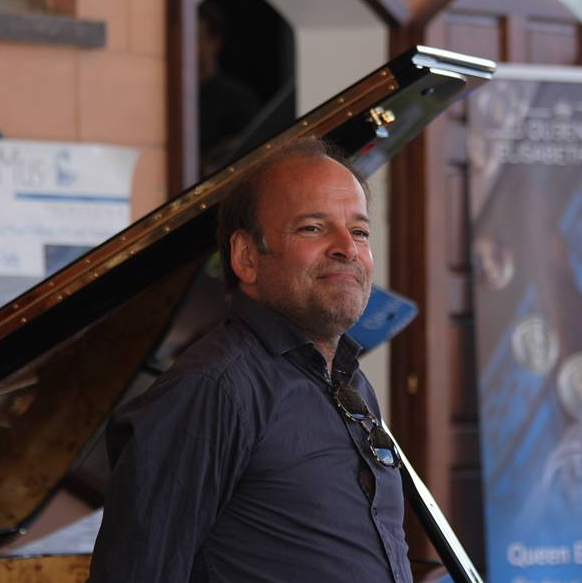

Louis Lortie (Montréal, 27 aprile 1959) è un pianista canadese di origine francese.

## Biografia
Louis Lortie ha iniziato a studiare il pianoforte all'età di sette anni e ha studiato con vari insegnanti all'École normale de musique de Montréal.
Allievo di Yvonne Hubert (lei stessa allieva di Alfred Cortot) a Montreal, dello specialista di Beethoven Dieter Weber a Vienna e del discepolo di Schnabel Leon Fleisher, nel 1984 ha vinto il primo premio del Concorso pianistico internazionale Ferruccio Busoni, e nello stesso anno il Leeds International Piano Competition. Ha quindi intrapreso una carriera internazionale che lo ha portato ad esibirsi in tutti i cinque continenti.

## Carriera

### Orchestra
Lortie stabilisce collaborazioni a lungo termine con orchestre come la BBC Symphony Orchestra, la BBC Philharmonic, l'Orchestre National de France e la Dresdner Philharmonie in Europa, la Philadelphia Orchestra, la Dallas Symphony Orchestra, la San Diego Symphony e la Saint Louis Symphony Orchestra negli Stati Uniti e le orchestre sinfoniche di Toronto, Vancouver, Montreal, Ottawa e Calgary in Canada. Inoltre, ha collaborato con la Shanghai Symphony Orchestra, dove è stato anche Artist in Residence, nonché con la Hong Kong Philharmonic Orchestra, la Taiwan National Symphony Orchestra e le Adelaide e Sydney Symphony Orchestra.
Louis Lortie è apparso in tutte le sale più prestigiose, quali la Wigmore Hall di Londra, la Filarmonica di Berlino, la Carnegie Hall e il Conservatorio Verdi di Milano, per citarne alcune. Louis Lortie ha collaborato con famosi direttori d’orchestra tra cui Riccardo Chailly, Lorin Maazel, Kurt Masur, Seiji Ozawa, Charles Dutoit, Neeme Järvi, Wolfgang Sawallisch, Hannu Lintu e molti altri.

### Recital e musica da camera
Louis Lortie è esibito in sale da concerto e festival in Europa e Nord America.

### LacMus Festival
Louis Lortie è cofondatore e direttore artistico del LacMus Festival, sul Lago di Como.

### Queen Elisabeth Music Chapel
Dall’ottobre 2016 Louis Lortie è Master in Residence alla Queen Elisabeth Music Chapel di Waterloo.

## Discografia
Louis Lortie ha realizzato circa 50 registrazioni per l'etichetta Chandos, che attesta un repertorio insolitamente ampio: da Mozart a Stravinsky, tutte le sonate di Beethoven, così come le Années de Pèlerinage di Franz Liszt. Quest'ultima registrazione, pubblicata nel 2012, è stata inserita dal The New Yorker tra le dieci migliori registrazioni dell'anno. I progetti attuali includono le opere pianistiche complete di Chopin e un'attenzione particolare alle opere pianistiche di Fauré, alle quali ha portato nuova luce. Campione della musica del ventesimo secolo, la sua discografia include un'amatissima registrazione del concerto per pianoforte di Lutoslawski con Edward Gardner e la BBC Philharmonic.

## Registrazioni
Esplorando il concerto per pianoforte di Vaughan Williams, Louis ha registrato entrambe le versioni, la versione originale con Peter Oundjian e la Toronto Symphony Orchestra e la versione rielaborata dal compositore per due pianoforti con la sua compagna di duo Hélène Mercier, con la Bergen Philharmonic Orchestra e Andrew Davies. Come duo, Louis Lortie e Hélène Mercier hanno anche registrato Le Carnaval des Animaux, con Neeme Järvi e la Bergen Philharmonic Orchestra, e le opere complete di Rachmaninoff per due pianoforti.